# Listă de filme românești din 2014
Aceasta este o listă de filme românești din 2014:
| Premiera            | Premiera | Titlu                           | Distribuție, echipa tehnică | Studio                       | Gen             | Ref.  |
| ------------------- | -------- | ------------------------------- | --- | ---------------------------- | --------------- | ----- |
| F E B R U A R I E   | 7        | Vampire Academy                 | Regizor: Mark Waters Distribuție: Zoey Deutch, Lucy Fry, Danila Kozlovsky, Gabriel Byrne, Dominic Sherwood, Olga Kurylenko, Sarah Hyland | The Weinstein Company        | Fantasy Horror  | [ 1 ] |
| M A R T I E         | 7        | Mai aproape de lună             | Regizor: Nae Caranfil Distribuție: Vera Farmiga, Mark Strong, Harry Lloyd                                                                | Mandragora Movies            | Comedie Drama   | [ 2 ] |
| I U N I E           | 24       | Atât de strălucitoare e vederea | Regizori: Joël Florescu, Michaël Florescu Distribuție: Bianca Valea, Ovidu Niculescu                                                     |                              | Drama           | [ 3 ] |
| I U L I E           | 3        | Desert Dancer                   | Regizor: Richard Raymond Distribuție: Reece Ritchie, Freida Pinto, Nazanin Boniadi, Tom Cullen, Marama Corlett, Akin Gazi                | Relativity Media             | Biography Drama | [ 4 ] |
| S E P T E M B R I E | 4        | Kira Kiralina                   | Regizor: Dan Pița Distribuție: Florin Zamfirescu, Iulia Dumitru, Ștefan Iancu, Corneliu Ulici, Iulia Cirstea                             | Castel Film Studio           | Drama           | [ 5 ] |
| S E P T E M B R I E | 26       | Planșa                          | Regizor: Andrei Gheorghe Distribuție: Olimpia Melinte, Silvian Vâlcu, Marian Adochiței                                                   | DaKINO Production; Diud Film | Romance         | [ 6 ] |

- Beti and Amare, regia Andy Siege, cu Hiwot Asres, Pascal Dawson (coproducție)

## Legături externe
- Filme românești din 2014 la IMDb.com